# Endert's Beach Archeological Sites
Les Endert's Beach Archeological Sites forment un district historique américain dans le comté de Del Norte, en Californie. Protégé au sein du parc national de Redwood, cet ensemble de sites archéologiques est inscrit au Registre national des lieux historiques depuis le 30 juin 1977.